# Neogoveidae
Neogoveidae – rodzina pajęczaków z rzędu kosarzy i podrzędu Cyphophthalmi zawierająca ponad 10 opisanych gatunków.

## Budowa ciała
Długość ich ciała wynosi od 1 do 5 mm. Kosarze te są bezokie.

## Występowanie
Kosarze te występują w pasie klimatu równikowego w Afryce i Ameryce Południowej. Wyjątkiem jest rodzaj Metasiro występujący na Flordzie oraz w Georgii i Karolinie Południowej w Ameryce Północnej.

## Nazwa
Nazwa rodzajowa pochodzi od nazwy rodzaju Ogovea i greckiego neo oznaczającego nowy.

## Systematyka
Rodzina obecnie liczy 12 opisanych gatunków, z czego jeden nieprzyporządkowany jest jeszcze do żadnego rodzaju:
- Rodzaj: Huitaca Shear, 1979
  - Huitaca ventralis Shear, 1979

- Rodzaj: Metagovea Rosas Costa, 1950
  - Metagovea disparunguis Rosas Costa, 1950
  - Metagovea oviformis Martins, 1969
  - Metagovea philipi Goodnight et Goodnight, 1980

- Rodzaj: Metasiro Juberthie, 1960
  - Metasiro americanus (Davis, 1933)

- Rodzaj: Neogovea Hinton, 1938
  - Neogovea immsi Hinton, 1938
  - Neogovea kamakusa Shear, 1977
  - Neogovea kartabo (Davis, 1937)
  - Neogovea microphaga (Martens, 1969)
  - Neogovea virginie Jocqué & Jocqué, 2011

- Rodzaj: Parogovia Hansen, 1921
  - Parogovia gabonica (Juberthie, 1969)
  - Parogovia pabsgarnoni Legg, 1990
  - Parogovia sironoides Hansen, 1921

- Rodzaj: ?
  - ? enigmaticus Martens, 1969